# Carlos Volante
Carlos Martín Volante, mais conhecido apenas como Carlos Volante (Lanús, 11 de novembro de 1910 — Milão, 9 de outubro de 1987) foi um treinador e ex-futebolista argentino, que atuava como volante.
No Brasil, fez sucesso defendendo o Flamengo e comandando Internacional, Vitória e Bahia. Também ganhou notoriedade em sua época de jogador, por dar origem à expressão "volante" no futebol brasileiro.
Como jogava no meio de campo, a expressão "volante" se tornou popular definindo a sua posição, e a expressão é utilizada para os jogadores que atuam na mesma posição até os dias atuais, em todo o Brasil.

## Carreira

### Como jogador
Jogou por diversos clubes da Argentina, Itália e França, mas foi no Flamengo que se destacou mais, sendo tetracampeão carioca. Chegou ao Flamengo após uma curiosa experiência na Seleção Brasileira pela Copa do Mundo FIFA de 1938: na época, ele jogava na França, que sediava o Mundial, e trabalhou como massagista na delegação.

### Como treinador
Comandou diversas equipes brasileiras, entre as quais o Vitória, onde foi bicampeão baiano e ajudou no fim do jejum de títulos do Rubro-Negro em 1953. No Bahia, comandou o time no jogo extra da final do Campeonato Brasileiro de 1959, onde consagrou-se campeão brasileiro. Volante foi o único treinador estrangeiro a ter conquistado o título de campeão brasileiro até Jorge Jesus em 2019. Pelo Internacional, Volante permanece até hoje como o maior técnico da história do Grenal. 

## Títulos

### Como jogador
Livorno
- Campeonato Italiano - Série B: 1932-33

Flamengo
- Campeonato Carioca: 1939, 1942, 1943, 1944
- Torneio Relâmpago: 1943

Seleção Argentina
- Copa América: 1929

### Como treinador
Internacional
- Campeonato Gaúcho: 1947, 1948
- Campeonato Citadino de Porto Alegre: 1947, 1948

Vitória
- Campeonato Baiano: 1953, 1955
- Torneio Início da Bahia: 1953, 1955
- Torneio Quadrangular de Salvador: 1954-II
- Torneio Régis Pacheco: 1955

Bahia
- Campeonato Brasileiro: 1959
- Campeonato Baiano: 1958, 1959, 1960, 1961, 1962
- Torneio Início da Bahia: 1964
- Taça Brasil - Zona Nordeste: 1959, 1960, 1961, 1963
- Taça Brasil - Zona Norte-Nordeste: 1959, 1961, 1963
- Torneio Quadrangular de Salvador: 1960, 1961-I, 1961-II

## Campanhas em destaque

### Como jogador
Rennes
- Copa da França: 1934–35 (vice-campeão)

Olympique Lillois (atual Lille)
- Campeonato Francês: 1935–36 (vice-campeão)